# Demänovská Dolina
Demänovská Dolina é um município da Eslováquia, situado no distrito de Liptovský Mikuláš, na região de Žilina. Tem 47,85 km² de área e sua população em 2018 foi estimada em 314 habitantes.

## Demografia
| Ano:        | 1994 | 2004   | 2014    | 2024    |
| ----------- | ---- | ------ | ------- | ------- |
| Broj ljudi: | 191  | 203    | 292     | 369     |
| Razlika:    |      | +6,28% | +43,84% | +26,36% |

| Ano:               | 2023 | 2024   |
| ------------------ | ---- | ------ |
| Número de pessoas: | 361  | 369    |
| Diferença:         |      | +2,21% |